# Муллобадал
Муллобадал (в прошлом — Дехи-Муллобадал; тадж. Муллобадал) — село (тадж. деҳа) в Раштском районе Таджикистана. Входит в состав сельской общины (джамоата дехота) Оби-Мехнат. Расстояние от села до центра района (пгт Гарм) — 30 км, до центра джамоата (село Вахдат) — 6 км. Население — 263 человек (2017 г.), таджики. Население в основном занято сельским хозяйством (животноводство и растениводство). Земли орошаются главным образом водами горных источников.